# Smoke (Lisa Hordijk)
Smoke is het debuutalbum van de Nederlandse zangeres Lisa Hordijk, beter bekend als Lisa Lois. Het album verscheen op 27 november 2009 via platenmaatschappij Sony BMG.

## Nummers
1. No Good for Me
2. Little by Little
3. I Know Who I Am
4. Promises Promises
5. Sophia (Nerina Pallot-cover uit 2006)
6. Move
7. Too Much Is Never Enough
8. Owe It All to You
9. Watching You
10. Smoke
11. Hallelujah

## Hitnotering

### NederlandseAlbum Top 100
| Hitnotering: (Week: 1 t/m 38) 05-12-2009 t/m 21-08-2010 Hitnotering: (Week 39 t/m 40) 04-09-2010 t/m 11-09-2010 Hitnotering: (Week 41 t/m 45) 30-10-2010 t/m 27-11-2010 Hitnotering: (Week 46) 08-01-2011 | Hitnotering: (Week: 1 t/m 38) 05-12-2009 t/m 21-08-2010 Hitnotering: (Week 39 t/m 40) 04-09-2010 t/m 11-09-2010 Hitnotering: (Week 41 t/m 45) 30-10-2010 t/m 27-11-2010 Hitnotering: (Week 46) 08-01-2011 | Hitnotering: (Week: 1 t/m 38) 05-12-2009 t/m 21-08-2010 Hitnotering: (Week 39 t/m 40) 04-09-2010 t/m 11-09-2010 Hitnotering: (Week 41 t/m 45) 30-10-2010 t/m 27-11-2010 Hitnotering: (Week 46) 08-01-2011 | Hitnotering: (Week: 1 t/m 38) 05-12-2009 t/m 21-08-2010 Hitnotering: (Week 39 t/m 40) 04-09-2010 t/m 11-09-2010 Hitnotering: (Week 41 t/m 45) 30-10-2010 t/m 27-11-2010 Hitnotering: (Week 46) 08-01-2011 | Hitnotering: (Week: 1 t/m 38) 05-12-2009 t/m 21-08-2010 Hitnotering: (Week 39 t/m 40) 04-09-2010 t/m 11-09-2010 Hitnotering: (Week 41 t/m 45) 30-10-2010 t/m 27-11-2010 Hitnotering: (Week 46) 08-01-2011 | Hitnotering: (Week: 1 t/m 38) 05-12-2009 t/m 21-08-2010 Hitnotering: (Week 39 t/m 40) 04-09-2010 t/m 11-09-2010 Hitnotering: (Week 41 t/m 45) 30-10-2010 t/m 27-11-2010 Hitnotering: (Week 46) 08-01-2011 | Hitnotering: (Week: 1 t/m 38) 05-12-2009 t/m 21-08-2010 Hitnotering: (Week 39 t/m 40) 04-09-2010 t/m 11-09-2010 Hitnotering: (Week 41 t/m 45) 30-10-2010 t/m 27-11-2010 Hitnotering: (Week 46) 08-01-2011 | Hitnotering: (Week: 1 t/m 38) 05-12-2009 t/m 21-08-2010 Hitnotering: (Week 39 t/m 40) 04-09-2010 t/m 11-09-2010 Hitnotering: (Week 41 t/m 45) 30-10-2010 t/m 27-11-2010 Hitnotering: (Week 46) 08-01-2011 | Hitnotering: (Week: 1 t/m 38) 05-12-2009 t/m 21-08-2010 Hitnotering: (Week 39 t/m 40) 04-09-2010 t/m 11-09-2010 Hitnotering: (Week 41 t/m 45) 30-10-2010 t/m 27-11-2010 Hitnotering: (Week 46) 08-01-2011 | Hitnotering: (Week: 1 t/m 38) 05-12-2009 t/m 21-08-2010 Hitnotering: (Week 39 t/m 40) 04-09-2010 t/m 11-09-2010 Hitnotering: (Week 41 t/m 45) 30-10-2010 t/m 27-11-2010 Hitnotering: (Week 46) 08-01-2011 | Hitnotering: (Week: 1 t/m 38) 05-12-2009 t/m 21-08-2010 Hitnotering: (Week 39 t/m 40) 04-09-2010 t/m 11-09-2010 Hitnotering: (Week 41 t/m 45) 30-10-2010 t/m 27-11-2010 Hitnotering: (Week 46) 08-01-2011 | Hitnotering: (Week: 1 t/m 38) 05-12-2009 t/m 21-08-2010 Hitnotering: (Week 39 t/m 40) 04-09-2010 t/m 11-09-2010 Hitnotering: (Week 41 t/m 45) 30-10-2010 t/m 27-11-2010 Hitnotering: (Week 46) 08-01-2011 | Hitnotering: (Week: 1 t/m 38) 05-12-2009 t/m 21-08-2010 Hitnotering: (Week 39 t/m 40) 04-09-2010 t/m 11-09-2010 Hitnotering: (Week 41 t/m 45) 30-10-2010 t/m 27-11-2010 Hitnotering: (Week 46) 08-01-2011 | Hitnotering: (Week: 1 t/m 38) 05-12-2009 t/m 21-08-2010 Hitnotering: (Week 39 t/m 40) 04-09-2010 t/m 11-09-2010 Hitnotering: (Week 41 t/m 45) 30-10-2010 t/m 27-11-2010 Hitnotering: (Week 46) 08-01-2011 | Hitnotering: (Week: 1 t/m 38) 05-12-2009 t/m 21-08-2010 Hitnotering: (Week 39 t/m 40) 04-09-2010 t/m 11-09-2010 Hitnotering: (Week 41 t/m 45) 30-10-2010 t/m 27-11-2010 Hitnotering: (Week 46) 08-01-2011 | Hitnotering: (Week: 1 t/m 38) 05-12-2009 t/m 21-08-2010 Hitnotering: (Week 39 t/m 40) 04-09-2010 t/m 11-09-2010 Hitnotering: (Week 41 t/m 45) 30-10-2010 t/m 27-11-2010 Hitnotering: (Week 46) 08-01-2011 | Hitnotering: (Week: 1 t/m 38) 05-12-2009 t/m 21-08-2010 Hitnotering: (Week 39 t/m 40) 04-09-2010 t/m 11-09-2010 Hitnotering: (Week 41 t/m 45) 30-10-2010 t/m 27-11-2010 Hitnotering: (Week 46) 08-01-2011 | Hitnotering: (Week: 1 t/m 38) 05-12-2009 t/m 21-08-2010 Hitnotering: (Week 39 t/m 40) 04-09-2010 t/m 11-09-2010 Hitnotering: (Week 41 t/m 45) 30-10-2010 t/m 27-11-2010 Hitnotering: (Week 46) 08-01-2011 | Hitnotering: (Week: 1 t/m 38) 05-12-2009 t/m 21-08-2010 Hitnotering: (Week 39 t/m 40) 04-09-2010 t/m 11-09-2010 Hitnotering: (Week 41 t/m 45) 30-10-2010 t/m 27-11-2010 Hitnotering: (Week 46) 08-01-2011 | Hitnotering: (Week: 1 t/m 38) 05-12-2009 t/m 21-08-2010 Hitnotering: (Week 39 t/m 40) 04-09-2010 t/m 11-09-2010 Hitnotering: (Week 41 t/m 45) 30-10-2010 t/m 27-11-2010 Hitnotering: (Week 46) 08-01-2011 | Hitnotering: (Week: 1 t/m 38) 05-12-2009 t/m 21-08-2010 Hitnotering: (Week 39 t/m 40) 04-09-2010 t/m 11-09-2010 Hitnotering: (Week 41 t/m 45) 30-10-2010 t/m 27-11-2010 Hitnotering: (Week 46) 08-01-2011 | Hitnotering: (Week: 1 t/m 38) 05-12-2009 t/m 21-08-2010 Hitnotering: (Week 39 t/m 40) 04-09-2010 t/m 11-09-2010 Hitnotering: (Week 41 t/m 45) 30-10-2010 t/m 27-11-2010 Hitnotering: (Week 46) 08-01-2011 | Hitnotering: (Week: 1 t/m 38) 05-12-2009 t/m 21-08-2010 Hitnotering: (Week 39 t/m 40) 04-09-2010 t/m 11-09-2010 Hitnotering: (Week 41 t/m 45) 30-10-2010 t/m 27-11-2010 Hitnotering: (Week 46) 08-01-2011 | Hitnotering: (Week: 1 t/m 38) 05-12-2009 t/m 21-08-2010 Hitnotering: (Week 39 t/m 40) 04-09-2010 t/m 11-09-2010 Hitnotering: (Week 41 t/m 45) 30-10-2010 t/m 27-11-2010 Hitnotering: (Week 46) 08-01-2011 | Hitnotering: (Week: 1 t/m 38) 05-12-2009 t/m 21-08-2010 Hitnotering: (Week 39 t/m 40) 04-09-2010 t/m 11-09-2010 Hitnotering: (Week 41 t/m 45) 30-10-2010 t/m 27-11-2010 Hitnotering: (Week 46) 08-01-2011 | Hitnotering: (Week: 1 t/m 38) 05-12-2009 t/m 21-08-2010 Hitnotering: (Week 39 t/m 40) 04-09-2010 t/m 11-09-2010 Hitnotering: (Week 41 t/m 45) 30-10-2010 t/m 27-11-2010 Hitnotering: (Week 46) 08-01-2011 |
| Week: | 1 | 2 | 3 | 4 | 5 | 6 | 7 | 8 | 9 | 10 | 11 | 12 | 13 | 14 | 15 | 16 | 17 | 18 | 19 | 20 | 21 | 22 | 23 | 24 | 25 |
| --- | --- | --- | --- | --- | --- | --- | --- | --- | --- | --- | --- | --- | --- | --- | --- | --- | --- | --- | --- | --- | --- | --- | --- | --- | --- |
| Positie: | 6 | 13 | 18 | 18 | 16 | 14 | 20 | 25 | 27 | 7 | 6 | 11 | 14 | 14 | 23 | 20 | 25 | 6 | 4 | 5 | 13 | 18 | 11 | 16 | 27 |
| Week: | 26 | 27 | 28 | 29 | 30 | 31 | 32 | 33 | 34 | 35 | 36 | 37 | 38 | | 39 | 40 | | 41 | 42 | 43 | 44 | 45 | | 46 | |
| Positie: | 29 | 21 | 22 | 22 | 29 | 30 | 25 | 40 | 32 | 39 | 46 | 67 | 93 | uit | 79 | 80 | uit | 98 | 91 | 92 | 98 | 95 | uit | 84 | uit |